# Ruta Estatal de Nevada 895
La Ruta Estatal de Nevada 895, y abreviada SR 895 (en inglés: Nevada State Route 895) es una carretera estatal estadounidense ubicada en el estado de Nevada. La carretera inicia en el Sur desde la Preston hacia el Norte en la SR 318 . La carretera tiene una longitud de 2,4 km (1.481 mi).

## Mantenimiento
Al igual que las autopistas interestatales, y las rutas federales y el resto de carreteras estatales, la Ruta Estatal de Nevada 895 es administrada y mantenida por el Departamento de Transporte de Nevada por sus siglas en inglés Nevada DOT.